# Sialia currucoides
L'azzurro di montagna (Sialia currucoides) è un uccello di taglia media che pesa circa 30 grammi ed ha una lunghezza che oscilla tra 16 e 20 centimetri.

## Descrizione
Ha la pancia leggera e gli occhi neri. I maschi adulti hanno fattezze sottili e sono di un blu turchese brillante e leggermente più chiari sotto. Le femmine adulte hanno ali e coda blu più spente, petto grigio, corona grigia, gola e schiena. Nel fresco piumaggio autunnale, la gola e il seno della femmina si tingono di rosso-arancio, marrone vicino al fianco in contrasto con le parti inferiori della coda bianche. Il loro richiamo suona come "pochi"; mentre il loro canto "chur chur". È l'uccello di stato dell'Idaho e del Nevada. È un onnivoro e può vivere dai 6 ai 10 anni in natura. Mangia ragni, cavallette, mosche e altri insetti e piccoli frutti. L'uccellino azzurro di montagna è un parente degli uccelli azzurri orientali e occidentali.